# Melothria pendula

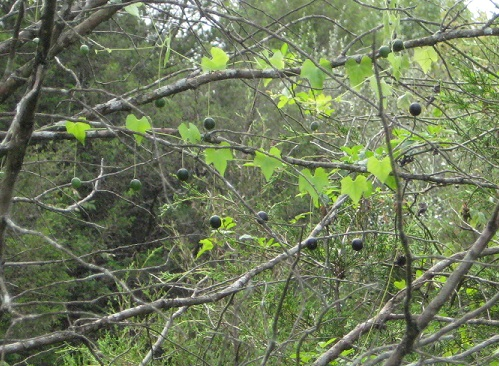
Melothria pendula

Melothria pendula, más conocido como pepino rastrero o pepino de Guadalupe, es una planta de la tribu Cucurbiteae. La planta es especialmente prominente en las regiones del sureste de los Estados Unidos. Si bien es una planta nativa, su naturaleza de rápida propagación hace que sea potencialmente maleza. La planta se asemeja al pepino cultivado, posee flores amarillas en miniatura, forma de hoja similar, los mismos patrones de hoja, así como patrones de crecimiento similar. Las bayas inmaduras se asemejan mucho a pequeñas sandías.

## Toxicidad
Las bayas maduras, que son negras tienen poderosas cualidades laxantes cuando se consumen. La raíz, la enredadera, las  hojas y las flores tienen una toxicidad desconocida.

## Edibilidad
Las bayas, cuando están maduras y de color verde claro, se pueden comer crudas. Se sabe que los perros comen las hojas sin ningún efecto secundario aparente.

## Ecología
Las larvas de la mariposa nocturna Hypercompe cunigunda se han registrado alimentándose de esta planta.